# Alufluor
Alufluor AB är ett svenskt kemiföretag i Helsingborg, som tillverkar aluminiumfluorid. Denna är en insatsvara vid tillverkning av aluminium, vars funktion är att sänka smältpunkten och därmed spara energi. Utöver aluminiumfluorid erhålls också biprodukterna kiseldioxid och kalciumfluorid, vilka också har industriella användningsområden.  
Alufluors tillverkning av aluminiumfluorid bygger på tillvaratagandet av fluorkiselsyra, en biprodukt vid tillverkning av bland annat fosforsyra, som har bruten apatit som källa och där apatiten naturligt innehåller en viss halt av fluor. 
Alufluor har omkring 50 anställda. Företaget ägs idag till hälften var av Yara och Rio Tinto.

## Historik
Alufluor grundades 1973 som ett samriskföretag av den schweiziska aluminiumtillverkaren Alusuisse och Boliden Kemi, som tillverkade bland annat svavelsyra i Helsingborg. När Boliden sökte tillstånd för att anlägga också en fabrik för fosforsyra på Kopparverksområdet i Helsingborg, uppsattes som villkor att företaget också hittade användning för fluorkiselsyran i stället för att neutralisera den och därefter släppa ut den i havet. 
Alusuisse hade vid denna tid patenterat en metod för att tillverka aluminiumfluorid av fluorkiselsyran och prövat den i en pilotanläggning. Därmed var basen lagd för ett samriskföretag i Helsingborg, som blev den första av sitt slag i världen, baserad på denna produktionsprocess.